# Abraxas pusilla
Abraxas pusilla är en fjärilsart som beskrevs av Butler 1880. Abraxas pusilla ingår i släktet Abraxas och familjen mätare. Inga underarter finns listade i Catalogue of Life.